# Villers-sur-le-Roule
 Villers-sur-le-Roule  là một xã thuộc tỉnh Eure trong vùng Normandie miền bắc nước Pháp.

## Huy hiệu
| Arms of Villers-sur-le-Roule | The arms of Villers-sur-le-Roule are blazoned: Azure, a lion Or, armed and langued gules, eyed sable, overall on a chevron argent, 3 pairs of cherries gules, slipped and leaved vert. |